# Hirschling (Geiselhöring)
Hirschling ist ein Ortsteil der Stadt Geiselhöring im niederbayerischen Landkreis Straubing-Bogen. Bis 1978 bildete es eine selbstständige Gemeinde.

## Lage
Hirschling liegt an der Kleinen Laber etwa zwei Kilometer nordöstlich von Geiselhöring im Donau-Isar-Hügelland.

## Geschichte
Ein Chünrat de Krenceli von Hirschling bezeugte zwischen 1160 und 1190, dass die Grafen Chunradus und Lintoldus de Playen ihre Leibeigene Perhta dem Kloster Mallersdorf schenkten. 1752 bestand Hirschling aus 38 Anwesen.
Die Gemeinde Hirschling gehörte zum Landgericht Mallersdorf und wurde 1860 dem Landgericht Straubing zugeteilt. Mit der Bildung der Bezirksämter 1862 kam sie zum Bezirksamt Mallersdorf und schließlich zum Landkreis Mallersdorf. Im Zuge der Gebietsreform in Bayern wurde sie am 1. Mai 1978 in die Stadt Geiselhöring eingemeindet.

## Sehenswürdigkeiten
- Filialkirche St. Martin. Sie wurde um 1780 erbaut.

## Vereine
- FC Vorwärts Hirschling
- Freiwillige Feuerwehr Hirschling. Sie wurde 1875 gegründet.
- Fischereiverein Hirschling 1990
- Krieger- und Soldatenverein Hirschling